# (500884) 2013 JK65
(500884) 2013 JK65, também escrito como (500884) 2013 JK65, é um objeto transnetuniano que está localizado no Cinturão de Kuiper, uma região do Sistema Solar. Este corpo celeste é classificado como um plutino, pois, o mesmo está em uma ressonância orbital de 2:3 com o planeta Netuno. Ele possui uma magnitude absoluta de 9,6 e tem um diâmetro estimado de 67 quilômetros.

## Descoberta
(500884) 2013 JK65 foi descoberto no dia 8 de maio de 2013 pelo Outer Solar System Origins Survey.

## Órbita
A órbita de (500884) 2013 JK65 tem uma excentricidade de 0,259 e possui um semieixo maior de 39,570 UA. O seu periélio leva o mesmo a uma distância de 29,329 UA em relação ao Sol e seu afélio a 49,811 UA.